# Basketbal op de Goodwill Games 2001
Basketbal is een van de sporten die beoefend werden tijdens de Goodwill Games 2001 in Brisbane.

## Mannen

### Voorronde

#### Groep A
| Datum       | Land             | Score  | Land       |
| ----------- | ---------------- | ------ | ---------- |
| 3 september | Verenigde Staten | 132-58 | Mexico     |
| 3 september | Argentinië       | 105-78 | Cuba       |
| 4 september | Verenigde Staten | 97-67  | Argentinië |
| 4 september | Mexico           | 86-75  | Cuba       |
| 5 september | Verenigde Staten | 111-70 | Cuba       |
| 5 september | Argentinië       | 105-77 | Mexico     |

| Groep A |                  |             |             |             |            |            |            |        |
| #       | Land             | Wedstrijden | Wedstrijden | Wedstrijden | Doelpunten | Doelpunten | Doelpunten | Punten |
| #       | Land             | G           | W           | V           | V          | T          | Saldo      | Punten |
| 1       | Verenigde Staten | 3           | 3           | 0           | 340        | 195        | 145        | 6      |
| 2       | Argentinië       | 3           | 2           | 1           | 277        | 252        | 25         | 5      |
| 3       | Mexico           | 3           | 1           | 2           | 221        | 312        | -91        | 4      |
| 4       | Cuba             | 3           | 0           | 3           | 223        | 302        | -79        | 3      |

#### Groep B
| Datum       | Land          | Score  | Land          |
| ----------- | ------------- | ------ | ------------- |
| 3 september | Nieuw-Zeeland | 89-64  | Canada        |
| 3 september | Brazilië      | 70-66  | Australië     |
| 4 september | Australië     | 111-64 | Canada        |
| 4 september | Nieuw-Zeeland | 84-79  | Brazilië      |
| 5 september | Australië     | 81-62  | Nieuw-Zeeland |
| 5 september | Brazilië      | 64-52  | Canada        |

| Groep B |               |             |             |             |            |            |            |        |
| #       | Land          | Wedstrijden | Wedstrijden | Wedstrijden | Doelpunten | Doelpunten | Doelpunten | Punten |
| #       | Land          | G           | W           | V           | V          | T          | Saldo      | Punten |
| 1       | Australië     | 3           | 2           | 1           | 258        | 196        | 62         | 5      |
| 2       | Brazilië      | 3           | 2           | 1           | 213        | 202        | 11         | 5      |
| 3       | Nieuw-Zeeland | 3           | 2           | 1           | 235        | 224        | 11         | 5      |
| 4       | Canada        | 3           | 0           | 3           | 180        | 264        | -184       | 3      |

### Plaatsingsronde

#### 5e t/m 8e plaats
| Datum       | Land          | Score | Land   |
| ----------- | ------------- | ----- | ------ |
| 7 september | Canada        | 86-74 | Mexico |
| 7 september | Nieuw-Zeeland | 85-66 | Cuba   |

#### 7e en 8e plaats
| Datum       | Land   | Score | Land |
| ----------- | ------ | ----- | ---- |
| 8 september | Mexico | 88-76 | Cuba |

#### 5e en 6e plaats
| Datum       | Land   | Score | Land          |
| ----------- | ------ | ----- | ------------- |
| 8 september | Canada | 75-70 | Nieuw-Zeeland |

### Halve Finales
| Datum       | Land             | Score  | Land      |
| ----------- | ---------------- | ------ | --------- |
| 8 september | Argentinië       | 69-63  | Australië |
| 8 september | Verenigde Staten | 106-98 | Brazilië  |

### Bronzen Finale
| Datum       | Land     | Score    | Land      |
| ----------- | -------- | -------- | --------- |
| 9 september | Brazilië | 94-93 OT | Australië |

### Finale
| Datum       | Land             | Score | Land       |
| ----------- | ---------------- | ----- | ---------- |
| 9 september | Verenigde Staten | 91-63 | Argentinië |

### Eindrangschikking
| Goud | Zilver | Brons | 4 |
| Verenigde Staten Shane Battier Calvin Booth Baron Davis Marcus Fizer Rashard Lewis Shawn Marion Kenyon Martin Andre Miller Mike Miller Jermaine O'Neal Wally Szczerbiak Jason Terry | Argentinië Pedro Ignacio Calderón Gabriel Díaz Mariano Cerutti Daniel Farabello Leonardo Gutiérrez Wálter Herrmann Pablo Moldú Matías Pelletieri Andrés Pelussi Facundo Sucatsky Lucas Victoriano Rubén Wolkowyski | Brazilië Demétrius Ferraciú Estevam Ferreira Alex Garcia Guilherme Giovannoni Hélio Rubens Garcia Filho Marcelo Magalhães Machado Márcio Dornelles Maybyner Rodney Hilário Sandro França Varejão Thiago Valentim de Lima Vanderlei Mazzuchini Anderson Varejão | Australië Brett Maher Paul Rogers Darryl McDonald Matt Nielsen Ben Melmeth Daniel Egan Ben Knight Scott McGregor Derek Moore Glen Saville Axel Dench Mark Nash |
| 5 | 6 | 7 | 8 |
| Canada Andrew Kwiatkowski Randy Nohr Prosper Karangwa Kevin Shand Scott Walton James Gillingham Dean Walker Jordan Croucher Romuald Augustin Tyrone Smith Martin Keane Kevin Jobity | Nieuw-Zeeland Judd Flavell Tony Rampton Phil Jones Kirk Penney Pero Cameron Willie Burton Dillon Boucher Paul Henare Damon Rampton Glen Newbold Mark Dickel                                                        | Mexico David Crouse Rodrigo Perez Victor Mariscal Omar Quintero Ramses Benitez Victor Thomas Adan Parada Alonso Izaguirre Arturo Valerio Luis Cuenca | Cuba Angel Nunez Yoan Luis Geoffrey Silvestre Allen Jemmot Georbis Elias Eliecer Lima Juan Lara Henry Simon Andres Gonzales Michael Guerra                     |

## Medaillespiegel
| Plaats | Land             | NOC    | Goud | Zilver | Brons | Totaal |
| ------ | ---------------- | ------ | ---- | ------ | ----- | ------ |
| 1      | Verenigde Staten | USA    | 1    | 0      | 0     | 1      |
| 2      | Argentinië       | ARG    | 0    | 1      | 0     | 1      |
| 3      | Brazilië         | BRA    | 0    | 0      | 1     | 1      |
| Totaal | Totaal           | Totaal | 1    | 1      | 1     | 3      |